# Tom Bethell
Tom Bethell (* 17. Juli 1936 in London; † 12. Februar 2021 in Washington, D.C.) war ein US-amerikanischer Journalist mit dem Schwerpunkt Wirtschaftsjournalismus.
Tom Bethell wuchs in England auf. Dort besuchte er das Downside Internat und studierte an der Universität Oxford. 1962 zog er in die USA.
Bethell war Chef vom Dienst der Zeitschrift The American Spectator und war Redakteur von Harper’s Magazine und Washington Monthly sowie Korrespondent der rechtskonservativen National Review. Er war außerdem Mitglied der Hoover Institution, einem konservativen Think Tank.
Bethell gehörte der Group for the Scientific Reappraisal of the HIV/AIDS Hypothesis an, die leugnet, dass HIV AIDS verursacht (→ AIDS-Leugnung). 2005 veröffentlichte Bethell das Buch The Politically Incorrect Guide to Science. Darin wird deutlich, dass Bethell ein Gegner der Evolutionstheorie war und der Idee vom „Intelligent Design“ nahesteht. Außerdem leugnete er in dem Buch die menschliche Verantwortung für den Klimawandel und behauptete, dass die politische Linke die Wissenschaft manipuliere, um den Einfluss des Staates zu vergrößern. Das Buch wurde in verschiedenen Rezensionen vernichtend kritisiert und Bethells Positionen als „ultra-konservativ“ charakterisiert.
Er schrieb auch für verschiedene Zeitschriften wie Fortune, New York Times Magazine, 30 Giorni und The Atlantic Monthly Artikel und war Kolumnenschreiber für Los Angeles Herald Examiner und vorher für The Washington Star. Im Jahr 1988 wurde eine Sammlung seiner Artikel unter dem Titel The Electric Windmill veröffentlicht. 1998 publizierte  er The Noblest Triumph: Property and Prosperity through the Ages (St. Martin’s Press). Er beteiligte sich als Journalist an der Shakespeare’schen Urheberschaftsdebatte.

## Schriften (Auswahl)
- Television Evening News Covers Inflation, 1978–79. An Analysis. 1980, ISBN 0-937790-00-1.
- George Lewis: A Jazzman from New Orleans. 1977, ISBN 0-520-03212-8.
- The Noblest Triumph. Property and Prosperity Through the Ages. 1999, ISBN 0-312-22337-4.
- The Politically Incorrect Guide to Science. 2005, ISBN 0-89526-031-X.
- The Electric Windmill. An Inadvertent Autobiography. 1988, ISBN 0-89526-568-0.